# Cosmia canescens
Cosmia canescens là một loài bướm đêm trong họ Noctuidae.